# 슬란쳅스키군

슬란쳅스키군의 위치

슬란쳅스키군(러시아어: Сла́нцевский райо́н)은 러시아 레닌그라드주를 구성하는 17개 군 가운데 하나로 행정 중심지는 슬란치이며 면적은 2,191.1km2, 인구는 10,038명(2010년 기준), 인구 밀도는 4.58명/km2이다. 레닌그라드주 서부에 위치하며 서쪽으로는 에스토니아 이다비루주, 북쪽으로는 킨기셉스키군, 남쪽으로는 프스코프주 그돕스키군과 플류스키군, 동쪽으로는 루시스키군, 팔킨스키군과 접한다.

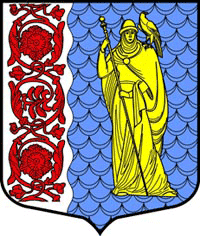
군 문장